# Hatti, Channagiri
Hatti là một làng thuộc tehsil Channagiri, huyện Davanagere, bang Karnataka, Ấn Độ.